# Popovičky (Huntířov)
Popovičky (německy Poppendörfel, na starých mapách také Bokendorf) jsou zaniklá osada u Huntířova v okrese Děčín.

## Historie

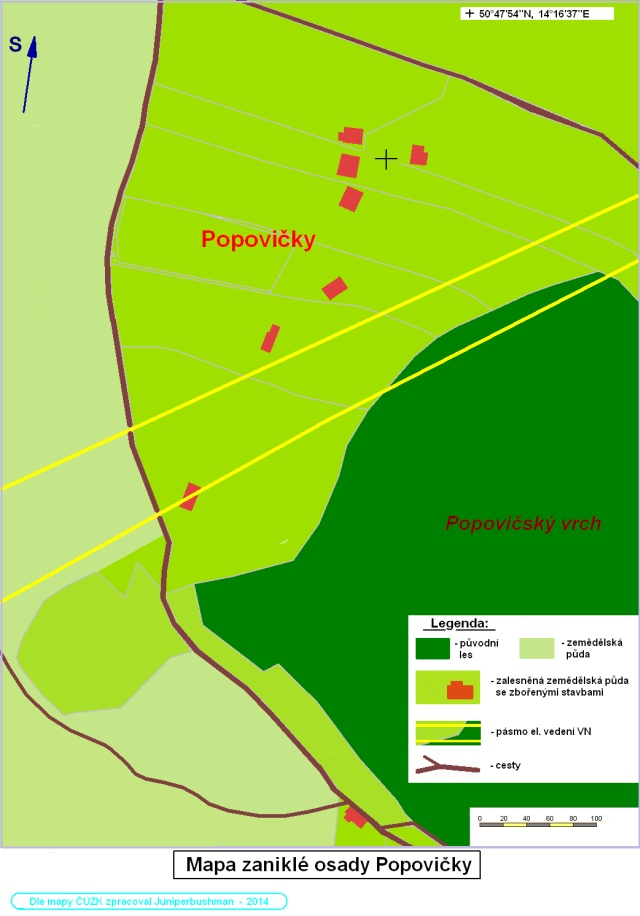
Plán zaniklé osady

První písemná zmínka o vesnici pochází z roku 1588. Existuje ale více náznaků, že místo je mnohem starší. V roce 1454 se v těchto místech uvádí název Bukowina. Za třicetileté války byly Popovičky zcela zničeny. V roce 1659 je zaznamenáno přesídlení čtyř hospodářů patrně z Ludvíkovic a Folknářů. V roce 1714 zde stálo šest domů s 35 lidmi, v roce 1833 žilo čtyřicet lidí v sedmi domech. Největšího osídlení bylo dosaženo v roce 1848 se 49 obyvateli. Od té doby se počet domů nezvyšoval a počet obyvatel se snižoval na 34 lidí v roce 1869 a 31 lidí v roce 1890. Tento jev je možno vysvětlit nepříliš kvalitní zemědělskou půdou a nevhodnou polohou na severozápadním úbočí Popovičského vrchu, ale i odlehlostí od Huntířova. Zatímco Huntířov byl vzdálen asi dva kilometry, sousední Ludvíkovice byly jen 0,7 kilometru daleko.
Po odsunu obyvatel po druhé světové válce byly Popovičky sice dosídleny českými obyvateli, ale ti postupně odcházeli za lepším, až osada zůstala počátkem padesátých let vylidněná. Domy byly strženy a zemědělská půda zalesněna. Na katastrálních mapách zůstala zachována původní parcelace. Přes bývalou osadu vede průsek pro elektrické vedení 110 kV.

## Obyvatelstvo
|           | 1869 | 1880 | 1890 | 1900 | 1910 | 1921 | 1930 | 1950 |
| --------- | ---- | ---- | ---- | ---- | ---- | ---- | ---- | ---- |
| Obyvatelé | 34   | 31   | 29   | 32   | 40   | 35   | 42   | .    |
| Domy      | 8    | 8    | 8    | 8    | 8    | 8    | 8    | 8    |